# Arles-sur-Tech
Pour les articles homonymes, voir Arles (homonymie) et Tech (homonymie).
Arles-sur-Tech [aʁl syʁ tɛk]  est une commune française située dans le sud du département des Pyrénées-Orientales, en région Occitanie. Sur le plan historique et culturel, la commune est dans le Vallespir, ancienne vicomté (englobée au Moyen Âge dans la vicomté de Castelnou), rattachée à la France par le traité des Pyrénées (1659) et correspondant approximativement à la vallée du Tech, de sa source jusqu'à Céret.
Exposée à un climat méditerranéen altéré, elle est drainée par le Tech, le Riuferrer, la rivière de Bonabosc, la rivière del Freixe et par deux autres cours d'eau. La commune possède un patrimoine naturel remarquable : un site Natura 2000 (« le Tech ») et une zone naturelle d'intérêt écologique, faunistique et floristique.
Arles-sur-Tech est une commune urbaine qui compte 2 805 habitants en 2022. Elle est dans l'unité urbaine d'Amélie-les-Bains-Palalda et fait partie de l'aire d'attraction d'Amélie-les-Bains-Palalda. Ses habitants sont appelés les Arlésiens ou  Arlésiennes.
Cette petite ville ancienne, bâtie autour d'une abbaye bénédictine fondée au VIIIe siècle, a connu une certaine activité industrielle (exploitation de mines de fer de Batère, usine de tissages catalans, scieries, biscuiteries).

## Géographie

### Localisation
La commune d'Arles-sur-Tech se trouve dans le département des Pyrénées-Orientales, en région Occitanie.
Elle se situe à 34 km à vol d'oiseau de Perpignan, préfecture du département, à 10 km de Céret, sous-préfecture, et à 4 km d'Amélie-les-Bains-Palalda, bureau centralisateur du canton du Canigou dont dépend la commune depuis 2015 pour les élections départementales.
La commune fait en outre partie du bassin de vie d'Amélie-les-Bains-Palalda.
Les communes les plus proches sont : 
Montbolo (3,6 km), Amélie-les-Bains-Palalda (3,7 km), Corsavy (4,6 km), Montferrer (5,9 km), Reynès (6,4 km), Taulis (7,4 km), Saint-Laurent-de-Cerdans (8,1 km), Taillet (8,4 km).
Sur le plan historique et culturel, Arles-sur-Tech fait partie du Vallespir, ancienne vicomté (englobée au Moyen Âge dans la vicomté de Castelnou), rattachée à la France par le traité des Pyrénées (1659) et correspondant approximativement à la vallée du Tech, de sa source jusqu'à Céret.

Situation de la commune (en vert) relativement au département.

| Corsavy    | Montbolo                 |                          |
| Montferrer | Arles-sur-Tech           | Amélie-les-Bains-Palalda |
|            | Saint-Laurent-de-Cerdans |                          |

### Géologie et relief
La superficie de la commune est de 2 882 hectares. L'altitude d'Arles-sur-Tech varie entre 226 mètres au niveau du Tech et 1 302 mètres. Le centre urbanisé est à une altitude de 290 m.
La commune est classée en zone de sismicité 4, correspondant à une sismicité moyenne.

### Hydrographie

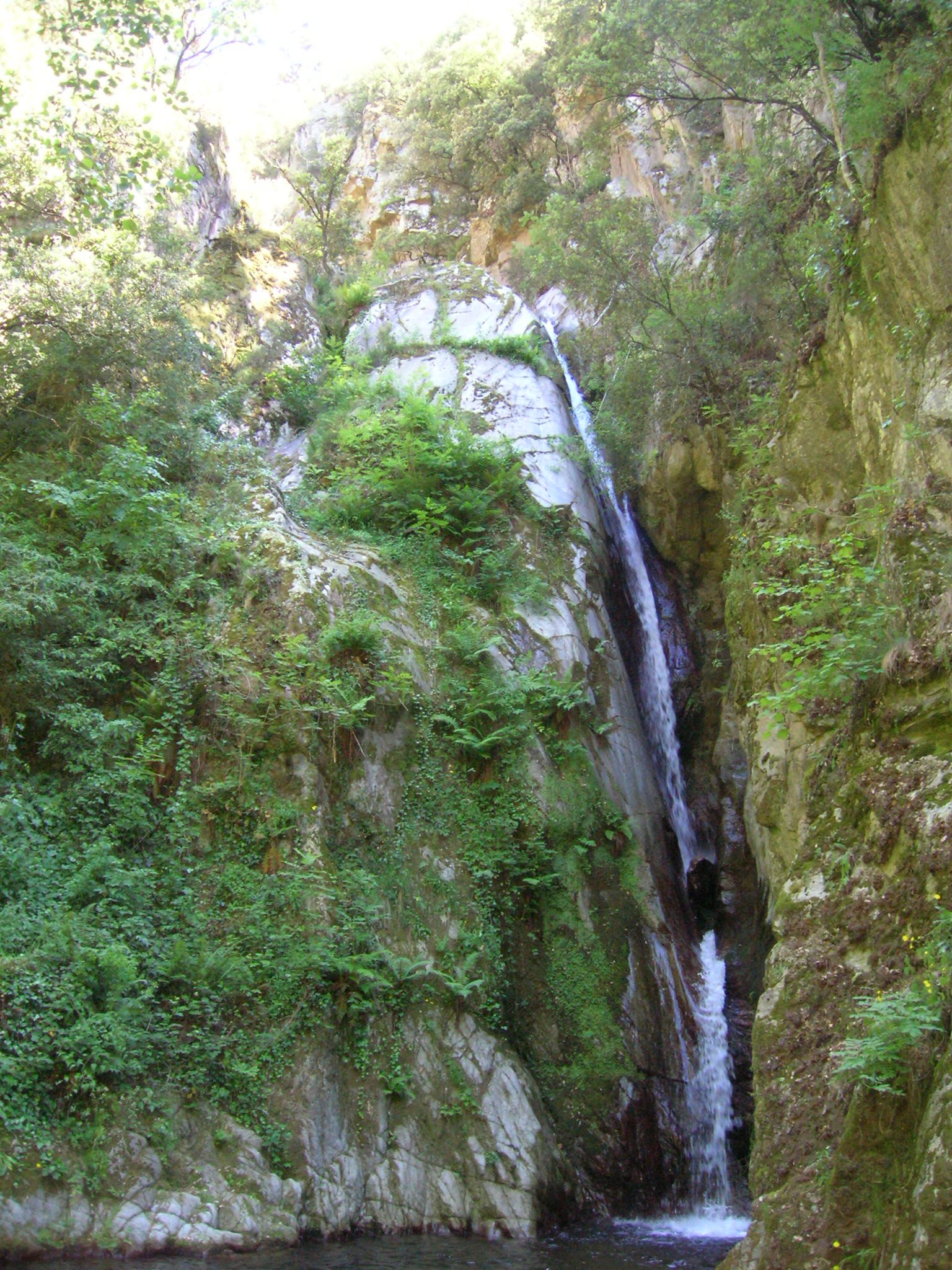
La cascade Salt de Maria Valenta.

Arles se trouve sur une boucle du Tech et sur la confluence du Riuferrer.

### Climat
Pour des articles plus généraux, voir Climat de l'Occitanie et Climat des Pyrénées-Orientales.
En 2010, le climat de la commune est de type climat méditerranéen altéré, selon une étude du CNRS s'appuyant sur une série de données couvrant la période 1971-2000. En 2020, Météo-France publie une typologie des climats de la France métropolitaine dans laquelle la commune est exposée à un climat méditerranéen et est dans la région climatique Pyrénées orientales, caractérisée par une faible pluviométrie, un très bon ensoleillement (2 600 h/an), un air sec, particulièrement en hiver et peu de brouillards.
Pour la période 1971-2000, la température annuelle moyenne est de 14,2 °C, avec une amplitude thermique annuelle de 14,8 °C. Le cumul annuel moyen de précipitations est de 920 mm, avec 6,2 jours de précipitations en janvier et 4,5 jours en juillet. Pour la période 1991-2020, la température moyenne annuelle observée sur la station météorologique la plus proche, située sur la commune d'Amélie-les-Bains-Palalda à 4 km à vol d'oiseau, est de 16,0 °C et le cumul annuel moyen de précipitations est de 893,8 mm,. Pour l'avenir, les paramètres climatiques de la commune estimés pour 2050 selon différents scénarios d’émission de gaz à effet de serre sont consultables sur un site dédié publié par Météo-France en novembre 2022.

### Milieux naturels et biodiversité

#### Réseau Natura 2000

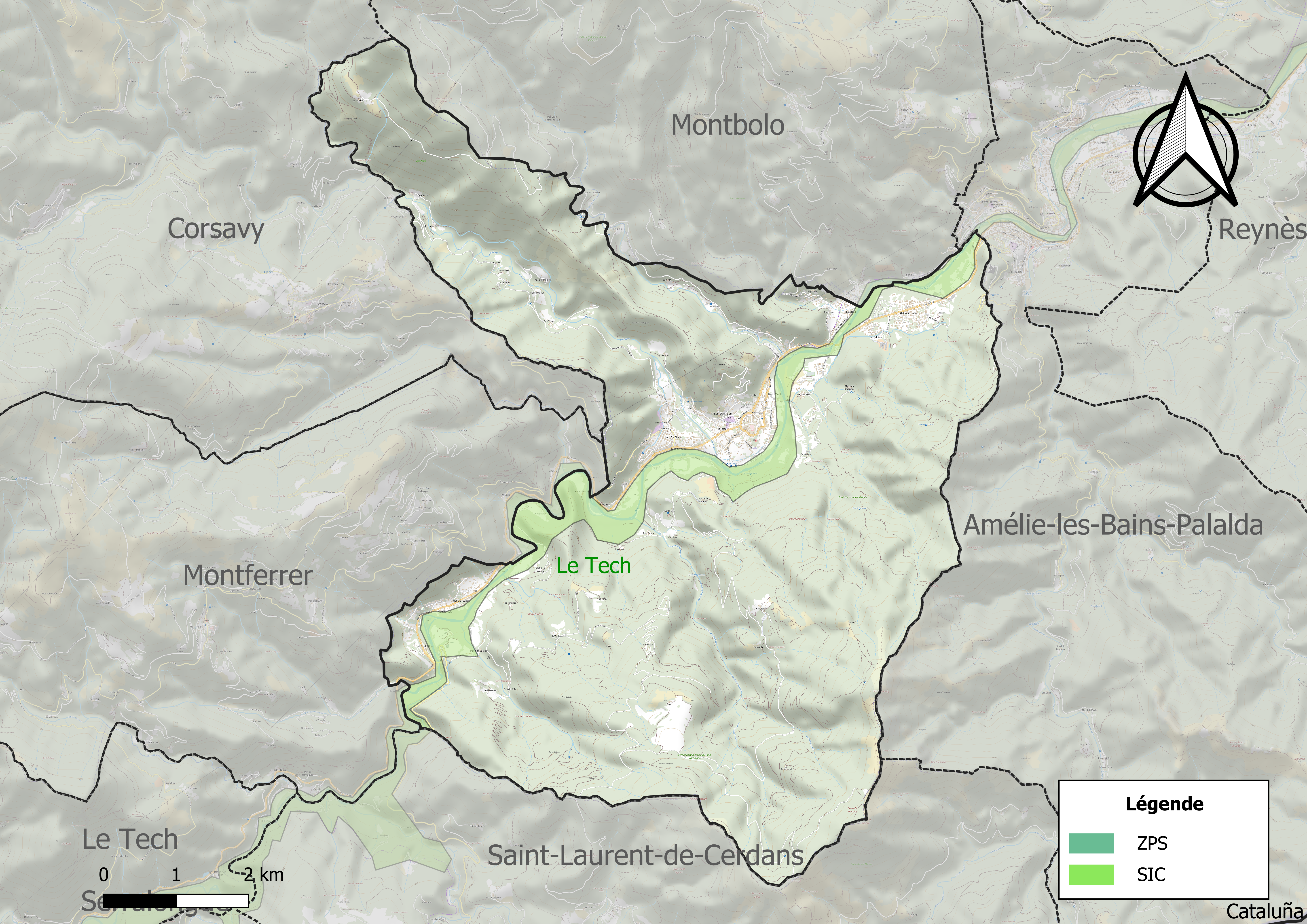
Site Natura 2000 sur le territoire communal.

Le réseau Natura 2000 est un réseau écologique européen de sites naturels d'intérêt écologique élaboré à partir des directives habitats et oiseaux, constitué de zones spéciales de conservation (ZSC) et de zones de protection spéciale (ZPS).
Un site Natura 2000 a été défini sur la commune au titre de la directive habitats : « le Tech », d'une superficie de 1 467 ha, héberge le Barbeau méridional qui présente une très grande variabilité génétique dans tout le bassin versant du Tech. Le haut du bassin est en outre colonisé par le Desman des Pyrénées.

#### Zones naturelles d'intérêt écologique, faunistique et floristique

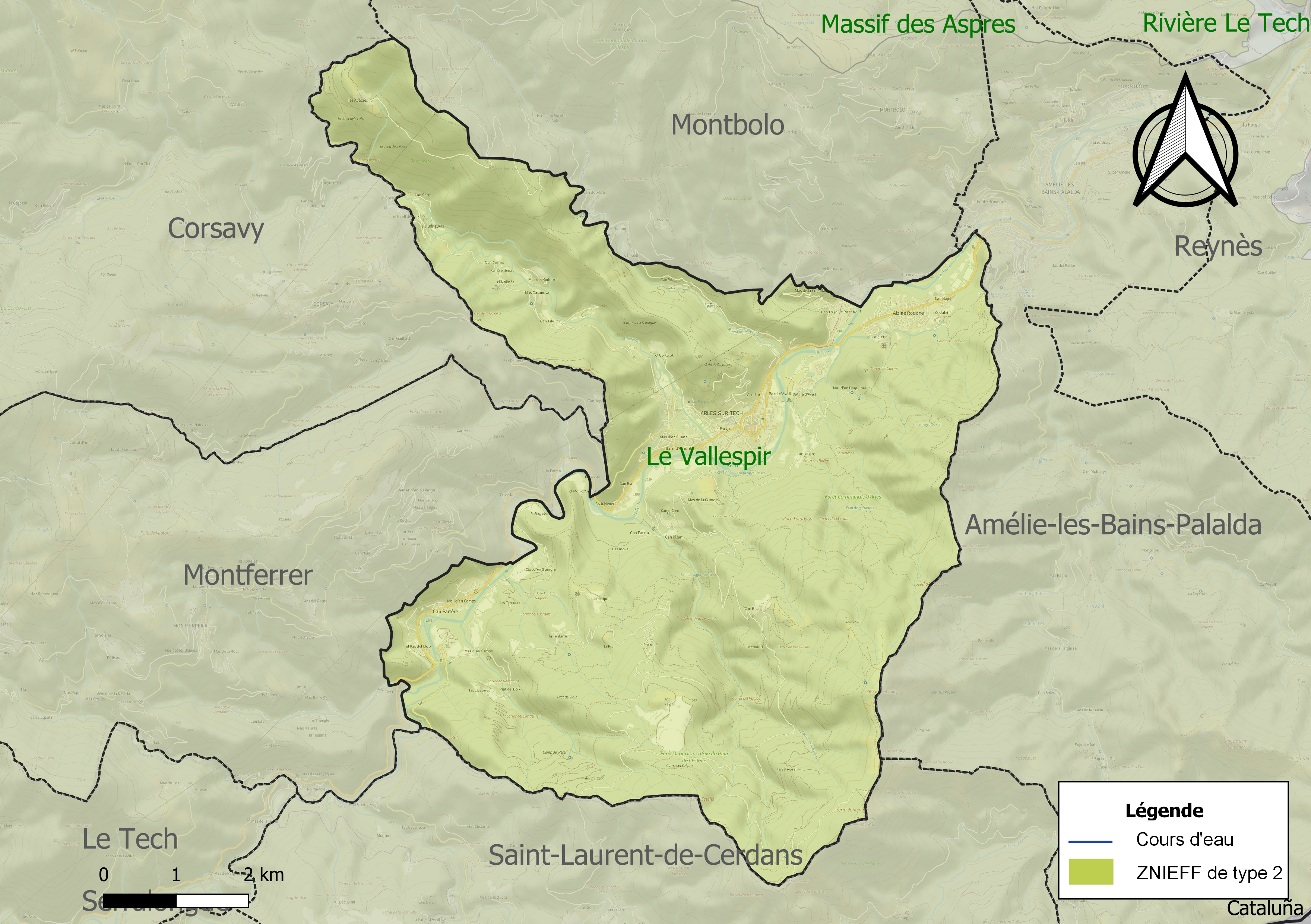
Carte de la ZNIEFF de type 2 localisée sur la commune.

L’inventaire des zones naturelles d'intérêt écologique, faunistique et floristique (ZNIEFF) a pour objectif de réaliser une couverture des zones les plus intéressantes sur le plan écologique, essentiellement dans la perspective d’améliorer la connaissance du patrimoine naturel national et de fournir aux différents décideurs un outil d’aide à la prise en compte de l’environnement dans l’aménagement du territoire.
Une ZNIEFF de type 2 est recensée sur la commune :
« le Vallespir » (47 344 ha), couvrant 18 communes du département.

## Urbanisme

### Typologie
Au 1er janvier 2024, Arles-sur-Tech est catégorisée petite ville, selon la nouvelle grille communale de densité à sept niveaux définie par l'Insee en 2022.
Elle appartient à l'unité urbaine d'Amélie-les-Bains-Palalda, une agglomération intra-départementale regroupant deux  communes, dont elle est une commune de la banlieue,,. Par ailleurs la commune fait partie de l'aire d'attraction d'Amélie-les-Bains-Palalda, dont elle est une commune du pôle principal,. Cette aire, qui regroupe 6 communes, est catégorisée dans les aires de moins de 50 000 habitants,.

### Occupation des sols

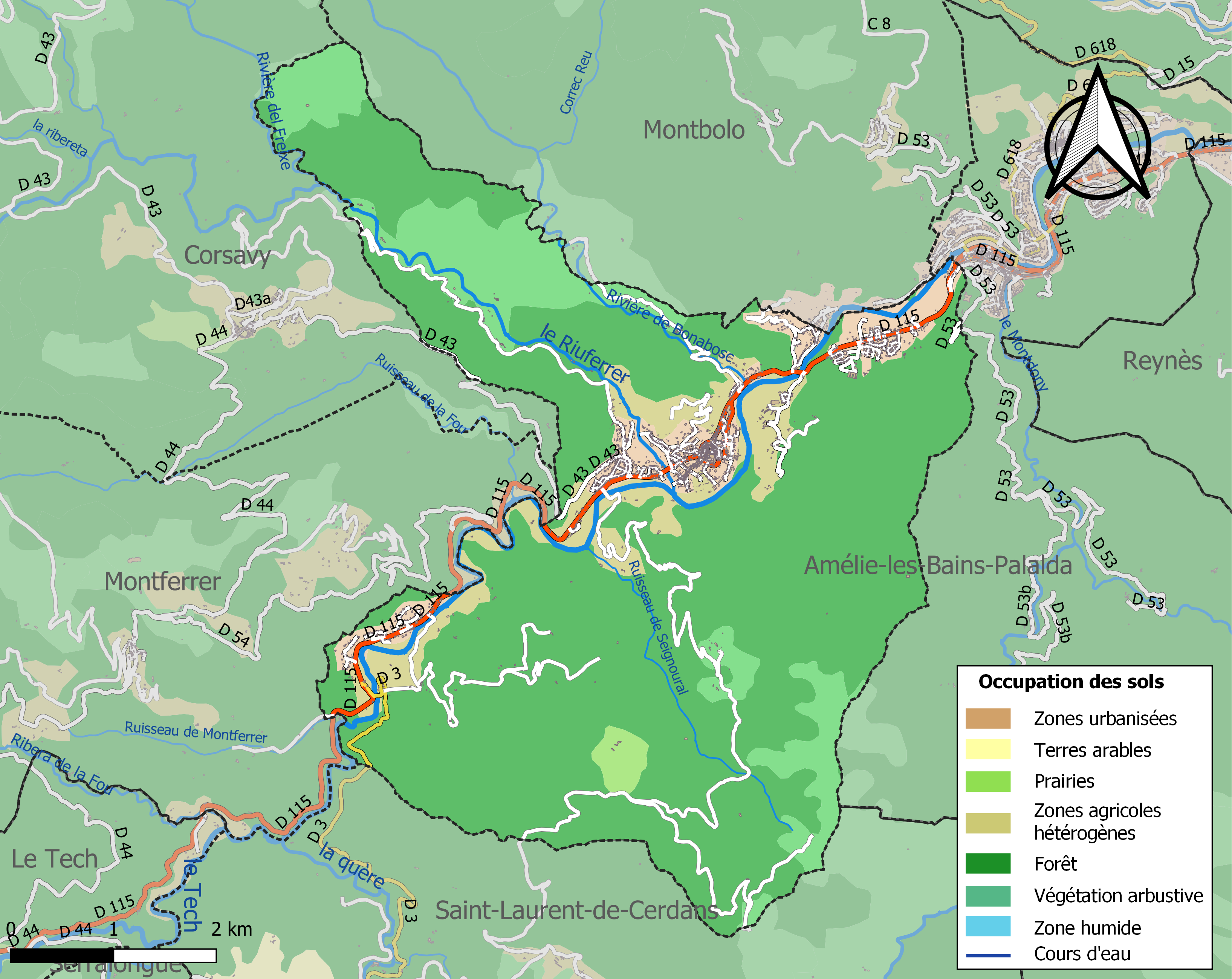
Carte des infrastructures et de l'occupation des sols de la commune en 2018 (CLC).

L'occupation des sols de la commune, telle qu'elle ressort de la base de données européenne d’occupation biophysique des sols Corine Land Cover (CLC), est marquée par l'importance des forêts et milieux semi-naturels (84,8 % en 2018), en augmentation par rapport à 1990 (83,3 %). La répartition détaillée en 2018 est la suivante : 
forêts (72,1 %), milieux à végétation arbustive et/ou herbacée (12,7 %), zones agricoles hétérogènes (7,9 %), zones urbanisées (6,5 %), prairies (0,9 %).
L'IGN met par ailleurs à disposition un outil en ligne permettant de comparer l’évolution dans le temps de l’occupation des sols de la commune (ou de territoires à des échelles différentes). Plusieurs époques sont accessibles sous forme de cartes ou photos aériennes : la carte de Cassini (XVIIIe siècle), la carte d'état-major (1820-1866) et la période actuelle (1950 à aujourd'hui).

### Morphologie urbaine
L'essentiel des zones urbanisées sont concentrées le long du Tech. On rencontre, de l'amont vers l'aval, le hameau de Can Partère, Arles-sur-Tech, El Calciner et enfin Alzine Rodone.

### Logement
Arles-sur-Tech comprend en 2009 1 642 logements, parmi lesquels 76,4 % sont des résidences principales, 11,6 % sont des résidences secondaires et 12 % sont vacants. 65,1 % des ménages sont propriétaires de leur logement.

### Voies de communication et transports
Commune située sur la RD 115 en Vallespir sur le Tech à environ 10 km de Céret et 43 km de Perpignan. Arles sur Tech était en plus dotée d'un chemin de fer à vapeur reliant Elne à Arles et d'un petit train électrique appelé tramway du vallespir. Il reliait Arles  à Prats-de-Mollo avec une bifurcation vers Saint-Laurent-de-Cerdans. La voie a été en partie détruite par l'Aiguat de 1940 mais il reste encore plusieurs vestiges (viaducs sur le Tech, gares et terminus).
Trois lignes du réseau régional liO desservent la commune en direction de la gare de Perpignan : la 530 (depuis la gare routière de la commune), la 531 (depuis Prats-de-Mollo-la Preste), et la 532 (depuis Coustouges).

### Risques majeurs
Le territoire de la commune d'Arles-sur-Tech est vulnérable à différents aléas naturels : inondations, climatiques (grand froid ou canicule), feux de forêts, mouvements de terrains et séisme (sismicité moyenne). Il est également exposé à un risque particulier, le risque radon,.

#### Risques naturels
Certaines parties du territoire communal sont susceptibles d’être affectées par le risque d’inondation par crue torrentielle de cours d'eau du bassin du Tech.
Les mouvements de terrains susceptibles de se produire sur la commune sont soit des mouvements liés au retrait-gonflement des argiles, soit des glissements de terrains, soit des chutes de blocs, soit des effondrements liés à des cavités souterraines. Une cartographie nationale de l'aléa retrait-gonflement des argiles permet de connaître les sols argileux ou marneux susceptibles vis-à-vis de ce phénomène. L'inventaire national des cavités souterraines permet par ailleurs de localiser celles situées sur la commune.
Ces risques naturels sont pris en compte dans l'aménagement du territoire de la commune par le biais d'un plan de prévention des risques inondations et mouvements de terrains.

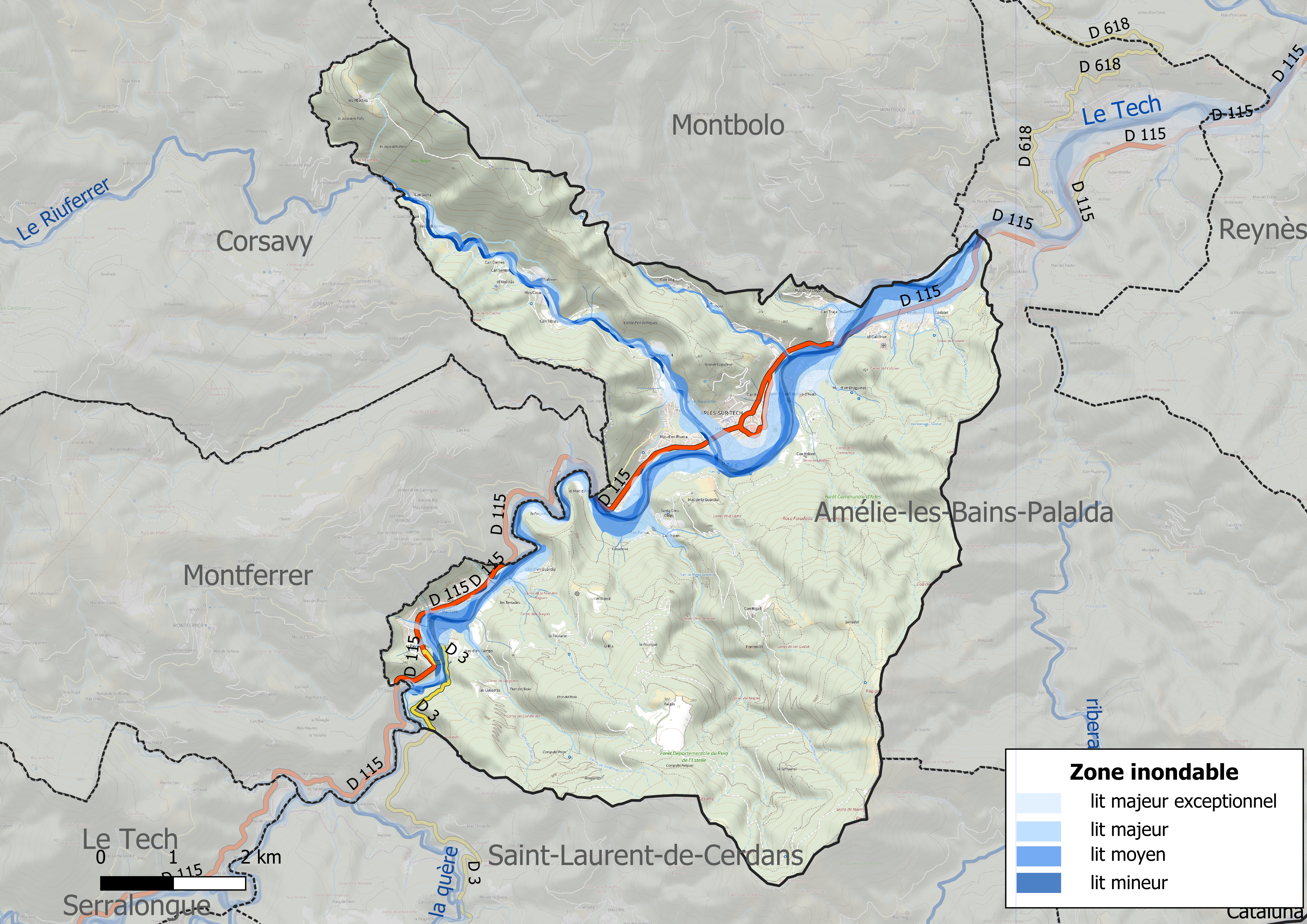
Carte des zones inondables.
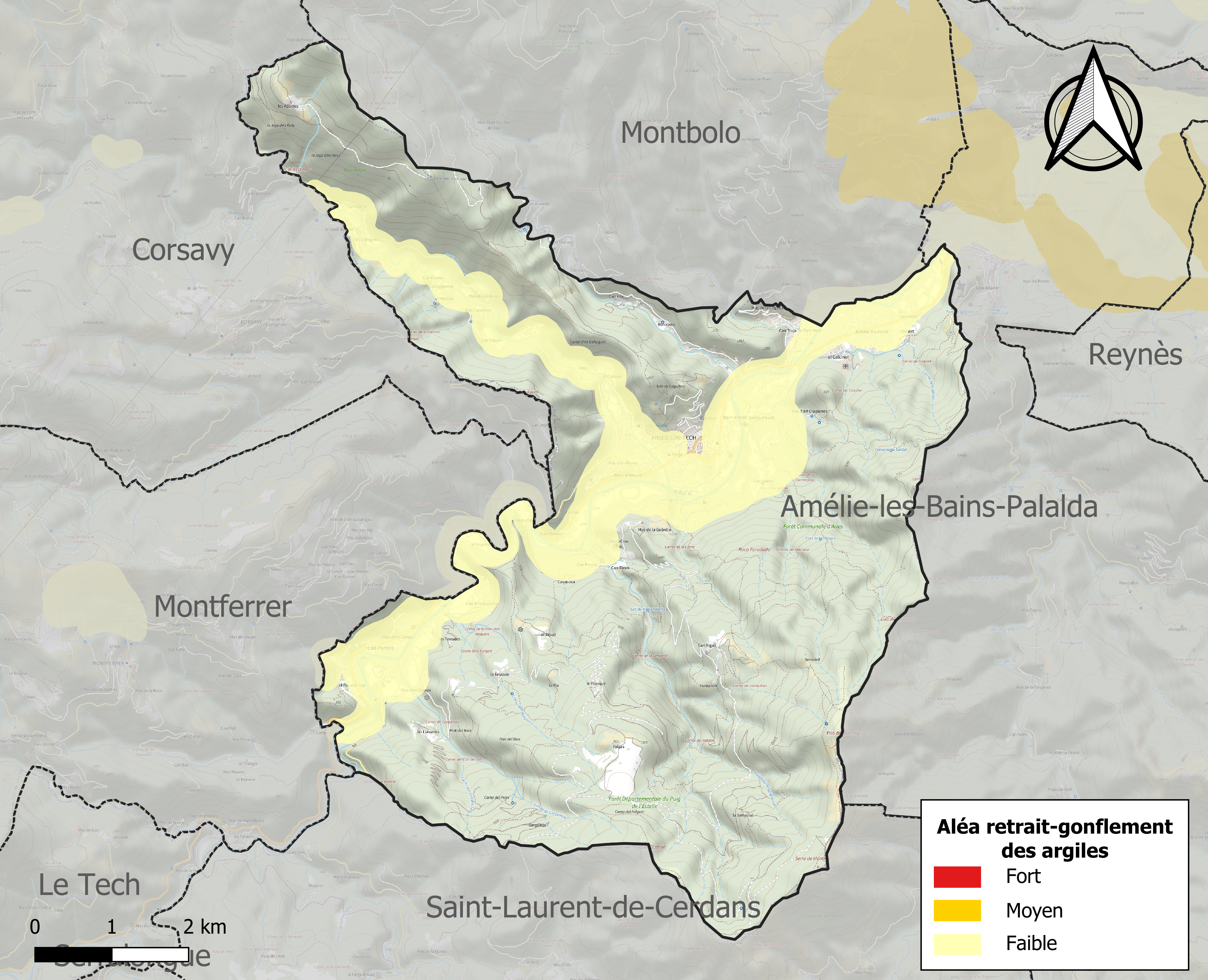
Carte des zones d'aléa retrait-gonflement des argiles.

#### Risque particulier
Dans plusieurs parties du territoire national, le radon, accumulé dans certains logements ou autres locaux, peut constituer une source significative d’exposition de la population aux rayonnements ionisants. Toutes les communes du département sont concernées par le risque radon à un niveau plus ou moins élevé. Selon la classification de 2018, la commune d'Arles-sur-Tech est classée en zone 3, à savoir zone à potentiel radon significatif.

## Toponymie
En catalan, le nom de la commune est Arles. Arles de Tec est parfois utilisé mais déconseillé, car de Tec est un gallicisme utilisé pour différencier cette commune d'Arles, en Provence.
Le nom d'Arles (Arulas en 934) viendrait peut-être des racines Ar et El, désignant une vallée se transformant en plaine et la présence d'une rivière dans cette même vallée.
Le vrai centre d'Arles se trouvait initialement aux Bains d'Arles (Amélie-les-Bains de nos jours). Arles-sur-Tech est alors citée en 934 après que les moines eurent déménagé pour y construire leur nouveau monastère (cenobium Sancte Marie Arulas, in Valle Asperi, super alveo Techo).

## Histoire

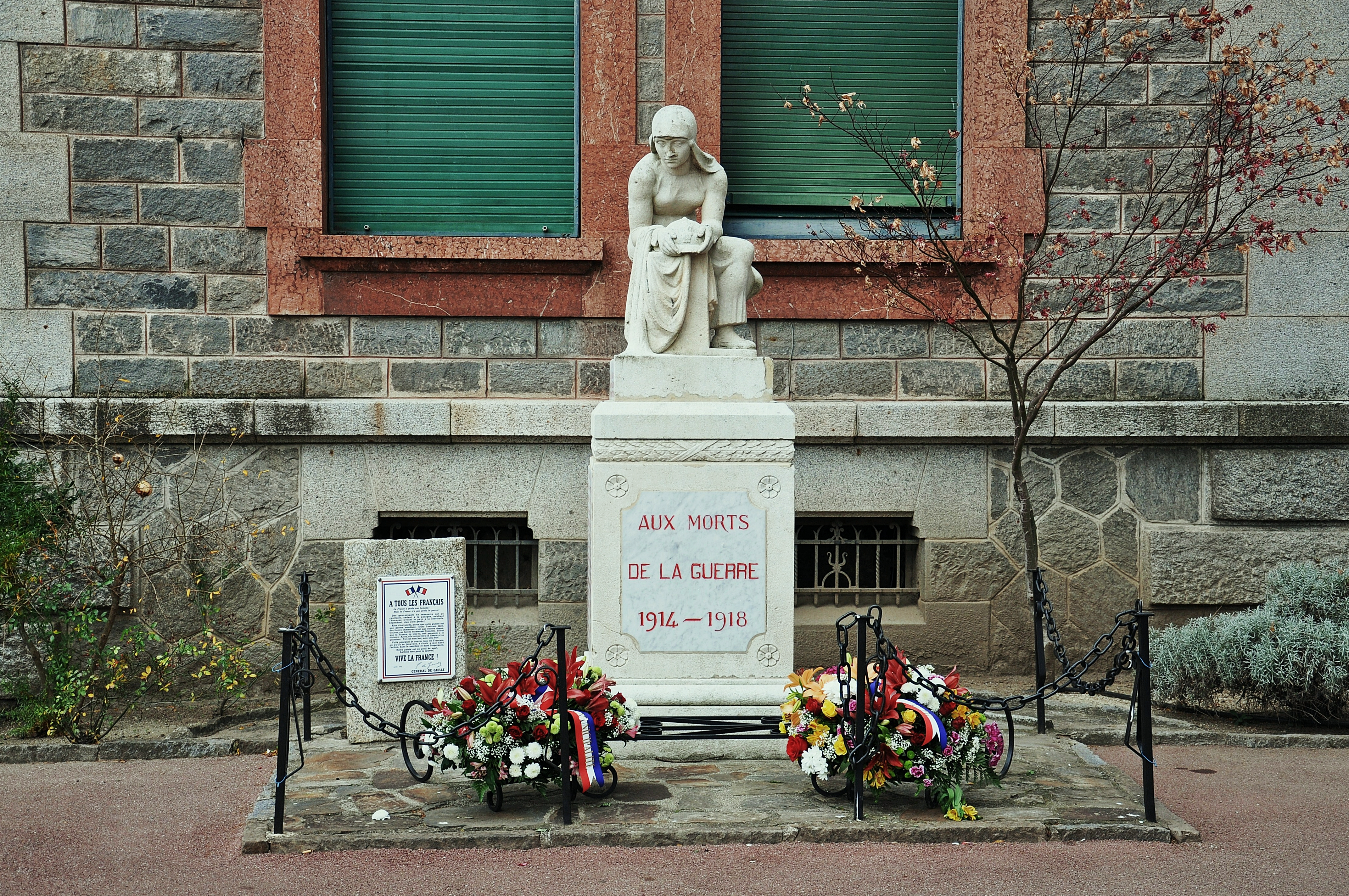
Monument aux morts, sculpture de Manolo Hugué.

À la suite de la destruction de la première abbaye par les Normands (vers 858-868) et malgré plusieurs tentatives de reconstruction, les moines finissent par quitter le site des thermes romains (aujourd'hui Amélie-les-Bains) à l'initiative de Suniefred (abbé de 880 à 891) pour le site actuel d'Arles, sur les bords du Tech. On trouve mention du nouveau monastère dédié à Sainte Marie dès 934 (cenobium Sancte Marie Arulas, in Valle Asperi, super alveo Techo).
La commune de Fontanils est rattachée à Arles-sur-Tech le 10 mars 1823.

## Politique et administration

### Canton
Le canton d'Arles-sur-Tech est créé en 1790 avec Arles pour chef-lieu. Depuis les élections ayant suivi la réforme de 2014, la commune fait partie du canton du Canigou, perdant de fait son statut de chef-lieu de canton, le bureau centralisateur de la nouvelle subdivision étant Amélie-les-Bains-Palalda.

### Tendances politiques et résultats
| Élections présidentielles, résultats des deuxièmes tours.                                       | Élections présidentielles, résultats des deuxièmes tours. | Élections présidentielles, résultats des deuxièmes tours. | Élections présidentielles, résultats des deuxièmes tours. | Élections présidentielles, résultats des deuxièmes tours. | Élections présidentielles, résultats des deuxièmes tours. | Élections présidentielles, résultats des deuxièmes tours. | Élections présidentielles, résultats des deuxièmes tours. |
| Année                                                                                           | Élu                                                       | Élu                                                       | Élu                                                       | Battu                                                     | Battu                                                     | Battu                                                     | Participation                                             |
| ----------------------------------------------------------------------------------------------- | --------------------------------------------------------- | --------------------------------------------------------- | --------------------------------------------------------- | --------------------------------------------------------- | --------------------------------------------------------- | --------------------------------------------------------- | --------------------------------------------------------- |
| 2002                                                                                            | 82,21 %                                                   | Jacques Chirac                                            | RPR                                                       | 17,79 %                                                   | Jean-Marie Le Pen                                         | FN                                                        | 79,71 %                                                   |
| 2007                                                                                            | 45,08 %                                                   | Nicolas Sarkozy                                           | UMP                                                       | 54,92 %                                                   | Ségolène Royal                                            | PS                                                        | 82,88 %                                                   |
| 2012                                                                                            | 65,35 %                                                   | François Hollande                                         | PS                                                        | 34,65 %                                                   | Nicolas Sarkozy                                           | UMP                                                       | 80,27 %                                                   |
| 2017                                                                                            | %                                                         | Emmanuel Macron                                           | EM                                                        | %                                                         | Marine Le Pen                                             | FN                                                        | %                                                         |
| 2022                                                                                            | %                                                         | Emmanuel Macron                                           | LREM                                                      | %                                                         | Marine Le Pen                                             | RN                                                        | %                                                         |
| Élections législatives, résultats des deux meilleurs scores du dernier tour de scrutin.         |                                                           |                                                           |                                                           |                                                           |                                                           |                                                           |                                                           |
| Année                                                                                           | Élu                                                       | Élu                                                       | Élu                                                       | Battu                                                     | Battu                                                     | Battu                                                     | Participation                                             |
| Arles-sur-Tech est répartie sur plusieurs circonscriptions, cf. les résultats des .             |                                                           |                                                           |                                                           |                                                           |                                                           |                                                           |                                                           |
| Avant 2010, Arles-sur-Tech est répartie sur plusieurs circonscriptions, cf. les résultats des . |                                                           |                                                           |                                                           |                                                           |                                                           |                                                           |                                                           |
| 2002                                                                                            | 61,95 %                                                   | Henri Sicre                                               | PS                                                        | 38,05 %                                                   | Myriam Granat                                             | UMP                                                       | 59,33 %                                                   |
| 2007                                                                                            | 43,50 %                                                   | Jacqueline Irles                                          | UMP                                                       | 56,50 %                                                   | Pierre Aylagas                                            | Divers gauche                                             | 65,32 %                                                   |
| Après 2010, Arles-sur-Tech est répartie sur plusieurs circonscriptions, cf. les résultats de .  |                                                           |                                                           |                                                           |                                                           |                                                           |                                                           |                                                           |
| 2012                                                                                            | 68,59 %                                                   | Pierre Aylagas                                            | PS                                                        | 31,41 %                                                   | Jacqueline Irles                                          | UMP                                                       | 56,76 %                                                   |
| 2017                                                                                            | %                                                         |                                                           |                                                           | %                                                         |                                                           |                                                           | %                                                         |
| 2022                                                                                            | %                                                         |                                                           |                                                           | %                                                         |                                                           |                                                           | %                                                         |
| 2024                                                                                            | %                                                         |                                                           |                                                           | %                                                         |                                                           |                                                           | %                                                         |
| Élections européennes, résultats des deux meilleurs scores.                                     |                                                           |                                                           |                                                           |                                                           |                                                           |                                                           |                                                           |
| Année                                                                                           | Liste 1re                                                 | Liste 1re                                                 | Liste 1re                                                 | Liste 2e                                                  | Liste 2e                                                  | Liste 2e                                                  | Participation                                             |
| 2004                                                                                            | 35,37 %                                                   | Kader Arif                                                | PS                                                        | 11,83 %                                                   | Alain Lamassoure                                          | UMP                                                       | 40,53 %                                                   |
| 2009                                                                                            | 20,83 %                                                   | Dominique Baudis                                          | UMP                                                       | 18,97 %                                                   | Kader Arif                                                | PS                                                        | 34,90 %                                                   |
| 2014                                                                                            | %                                                         |                                                           |                                                           | %                                                         |                                                           |                                                           | %                                                         |
| 2019                                                                                            | %                                                         |                                                           |                                                           | %                                                         |                                                           |                                                           | %                                                         |
| 2024                                                                                            | %                                                         |                                                           |                                                           | %                                                         |                                                           |                                                           | %                                                         |
| Élections régionales, résultats des deux meilleurs scores.                                      |                                                           |                                                           |                                                           |                                                           |                                                           |                                                           |                                                           |
| Année                                                                                           | Liste 1re                                                 | Liste 1re                                                 | Liste 1re                                                 | Liste 2e                                                  | Liste 2e                                                  | Liste 2e                                                  | Participation                                             |
| 2004                                                                                            | 63,17 %                                                   | Georges Frêche                                            | Gauche                                                    | 25,87 %                                                   | Jacques Blanc                                             | Droite                                                    | 65,11 %                                                   |
| 2010                                                                                            | 67,64 %                                                   | Georges Frêche                                            | Divers gauche                                             | 20,20 %                                                   | Raymond Couderc                                           | UMP                                                       | 49,31 %                                                   |
| 2015                                                                                            | %                                                         |                                                           |                                                           | %                                                         |                                                           |                                                           | %                                                         |
| 2021                                                                                            | %                                                         |                                                           |                                                           | %                                                         |                                                           |                                                           | %                                                         |
| Élections cantonales, résultats des deux meilleurs scores du dernier tour de scrutin.           |                                                           |                                                           |                                                           |                                                           |                                                           |                                                           |                                                           |
| Année                                                                                           | Élu                                                       | Élu                                                       | Élu                                                       | Battu                                                     | Battu                                                     | Battu                                                     | Participation                                             |
| Arles-sur-Tech est répartie sur plusieurs cantons, cf. les résultats de ceux de .               |                                                           |                                                           |                                                           |                                                           |                                                           |                                                           |                                                           |
| 2001                                                                                            | %                                                         |                                                           |                                                           | %                                                         |                                                           |                                                           | indisponible %                                            |
| 2004                                                                                            | %                                                         |                                                           |                                                           | %                                                         |                                                           |                                                           | indisponible %                                            |
| 2008                                                                                            | 62,04 %                                                   | Alexandre Reynal élu au premier tour                      | PS                                                        | 27,02 %                                                   | Michel Sitja                                              | UMP                                                       | 75,44 %                                                   |
| 2011                                                                                            | %                                                         |                                                           |                                                           | %                                                         |                                                           |                                                           | indisponible %                                            |
| Élections départementales, résultats des deux meilleurs scores du dernier tour de scrutin.      |                                                           |                                                           |                                                           |                                                           |                                                           |                                                           |                                                           |
| Année                                                                                           | Élus                                                      | Élus                                                      | Élus                                                      | Battus                                                    | Battus                                                    | Battus                                                    | Participation                                             |
| Arles-sur-Tech est répartie sur plusieurs cantons, cf. les résultats de ceux de .               |                                                           |                                                           |                                                           |                                                           |                                                           |                                                           |                                                           |
| 2015                                                                                            | %                                                         |                                                           |                                                           | %                                                         |                                                           |                                                           | %                                                         |
| 2021                                                                                            | %                                                         |                                                           |                                                           | %                                                         |                                                           |                                                           | %                                                         |
| Référendums.                                                                                    |                                                           |                                                           |                                                           |                                                           |                                                           |                                                           |                                                           |
| Année                                                                                           | Oui (national)                                            | Oui (national)                                            | Oui (national)                                            | Non (national)                                            | Non (national)                                            | Non (national)                                            | Participation                                             |
| 1992                                                                                            | 47,71 % (51,04 %)                                         | 47,71 % (51,04 %)                                         | 47,71 % (51,04 %)                                         | 52,29 % (48,96 %)                                         | 52,29 % (48,96 %)                                         | 52,29 % (48,96 %)                                         | 68,89 %                                                   |
| 2000                                                                                            | 74,00 % (73,21 %)                                         | 74,00 % (73,21 %)                                         | 74,00 % (73,21 %)                                         | 26,00 % (26,79 %)                                         | 26,00 % (26,79 %)                                         | 26,00 % (26,79 %)                                         | 31,95 %                                                   |
| 2005                                                                                            | 32,92 % (45,33 %)                                         | 32,92 % (45,33 %)                                         | 32,92 % (45,33 %)                                         | 67,08 % (54,67 %)                                         | 67,08 % (54,67 %)                                         | 67,08 % (54,67 %)                                         | 68,70 %                                                   |

### Administration municipale
Le conseil municipal comprend, en plus du maire, six adjoints et quatorze conseillers municipaux pour un total de vingt-et-un élus.

### Liste des maires

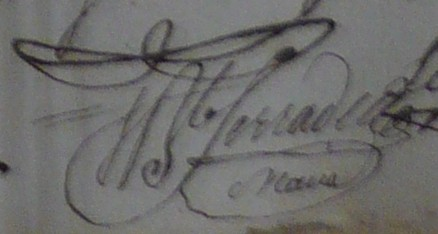
Signature du maire Jean-Baptiste Serradell en 1815.

| Période                                  | Période          | Identité                | Étiquette          | Qualité                                                                              |
| ---------------------------------------- | ---------------- | ----------------------- | ------------------ | ------------------------------------------------------------------------------------ |
| Les données manquantes sont à compléter. |                  |                         |                    |                                                                                      |
| 1807                                     | 1808             | Jean-Baptiste Serradell |                    |                                                                                      |
| 1808                                     | 1813             | Abdon Desclaus          |                    |                                                                                      |
| 1813                                     | 1815             | Jean-Baptiste Serradell |                    |                                                                                      |
| 1815                                     | 1827             | Jean Galangau           |                    |                                                                                      |
| 1827                                     | 1830             | Dominique Jofre         |                    |                                                                                      |
| 1830                                     | 1832             | Jean Pujade             |                    |                                                                                      |
| 1832                                     | 1835             | Etienne Grau            |                    |                                                                                      |
| 1835                                     | 1837             | Pierre Mouchart         |                    |                                                                                      |
| 1837                                     | 1839             | Jacques Dubois          |                    |                                                                                      |
| 1839                                     | 1840             | Jean Serreclare         |                    |                                                                                      |
| 1840                                     | 1848             | François Comaills       |                    |                                                                                      |
| 1848                                     | 1849             | Etienne Douffiagues     |                    |                                                                                      |
| 1849                                     | 1850             | Joseph Boix             |                    |                                                                                      |
| 1850                                     | 1851             | Bonaventure Desclaux    |                    |                                                                                      |
| 1851                                     | 1853             | Pierre Mouchart         |                    |                                                                                      |
| 1853                                     | 1855             | Antoine Dubois          |                    |                                                                                      |
| 1855                                     | 1859             | François Comaills       |                    |                                                                                      |
| 1859                                     | 1865             | Abdon Malé              |                    |                                                                                      |
| 1865                                     | 1870             | Joseph Julia            |                    |                                                                                      |
| 1870                                     | 1871             | Jean-Baptiste Barjau    |                    |                                                                                      |
| 1871                                     | 1874             | François Moreau         |                    |                                                                                      |
| 1874                                     | 1874             | Jérôme Moreau           |                    |                                                                                      |
| 1874                                     | 1876             | Joseph Julia            |                    |                                                                                      |
| 1876                                     | 1878             | Jean Arago              |                    |                                                                                      |
| 1878                                     | 1878             | Jules Boix              |                    |                                                                                      |
| 1878                                     | 1881             | Joseph Galangau         |                    |                                                                                      |
| 1881                                     | 1888             | Jean-Baptiste Barjau    |                    |                                                                                      |
| 1888                                     | 1892             | Venance Paraire         |                    |                                                                                      |
| 1892                                     | 1908             | Joseph Pallarès         |                    |                                                                                      |
| 1908                                     | 1914 (décès)     | Jean Vilar              | Rad.               | Conseiller général du canton d'Arles-sur-Tech (1910 → 1914)                          |
| 1914                                     | 1940             | Baptiste Pams           | Soc.ind. puis SFIO | Propriétaire agriculteur Conseiller général du canton d'Arles-sur-Tech (1914 → 1940) |
| 1941                                     | 1942             | Lucien Trenet           |                    | Père de Charles Trenet                                                               |
| 1942                                     | 1944             | Pierre Sola             |                    |                                                                                      |
| 1944                                     | mai 1967 (décès) | Baptiste Pams           | SFIO               | Propriétaire agriculteur Conseiller général du canton d'Arles-sur-Tech (1945 → 1967) |
| 1967                                     | mars 1983        | Paul Lavanga            |                    |                                                                                      |
| mars 1983                                | mars 1989        | Marcel Charlet          |                    |                                                                                      |
| mars 1989                                | mars 2001        | Albert Costa            |                    |                                                                                      |
| mars 2001                                | mars 2008        | René Ala                | PS                 | Ambassadeur de France                                                                |
| mars 2008                                | 2020             | René Bantoure,          | PS                 | Cadre du secteur public retraité Président de la CC du Haut Vallespir                |
| 2020                                     | En cours         | David Planas            | SE                 |                                                                                      |

### Jumelages
Arles-sur-Tech est jumelée avec trois communes de Catalogne :
- Besalú (Espagne) ;
- Cubelles (Espagne) ;
- Pineda de Mar (Espagne).

## Population et société

### Démographie

#### Démographie ancienne
La population est exprimée en nombre de feux (f) ou d'habitants (H).
| 1358  | 1365  | 1378  | 1424  | 1470 | 1515 | 1553 | 1709  | 1720  |
| ----- | ----- | ----- | ----- | ---- | ---- | ---- | ----- | ----- |
| 191 f | 272 f | 191 f | 186 f | 94 f | 79 f | 97 f | 176 f | 130 f |

| 1730  | 1765  | 1767    | 1774    | 1789  | - | - | - | - |
| ----- | ----- | ------- | ------- | ----- | - | - | - | - |
| 280 f | 600 H | 1 525 H | 1 446 H | 300 f | - | - | - | - |

#### Démographie contemporaine
Ses habitants sont appelés les Arlésiens.
L'évolution du nombre d'habitants est connue à travers les recensements de la population effectués dans la commune depuis 1793. Pour les communes de moins de 10 000 habitants, une enquête de recensement portant sur toute la population est réalisée tous les cinq ans, les populations de référence des années intermédiaires étant quant à elles estimées par interpolation ou extrapolation. Pour la commune, le premier recensement exhaustif entrant dans le cadre du nouveau dispositif a été réalisé en 2007.

En 2022, la commune comptait 2 805 habitants, en évolution de +3,89 % par rapport à 2016 (Pyrénées-Orientales : +3,92 %, France hors Mayotte : +2,11 %).
| 1793  | 1800  | 1806  | 1821  | 1831  | 1836  | 1841  | 1846  | 1851  |
| ----- | ----- | ----- | ----- | ----- | ----- | ----- | ----- | ----- |
| 1 107 | 1 126 | 1 900 | 1 697 | 2 166 | 2 225 | 2 375 | 2 421 | 2 346 |

| 1856  | 1861  | 1866  | 1872  | 1876  | 1881  | 1886  | 1891  | 1896  |
| ----- | ----- | ----- | ----- | ----- | ----- | ----- | ----- | ----- |
| 2 267 | 2 497 | 2 523 | 2 542 | 2 462 | 2 202 | 2 132 | 2 270 | 2 275 |

| 1901  | 1906  | 1911  | 1921  | 1926  | 1931  | 1936  | 1946  | 1954  |
| ----- | ----- | ----- | ----- | ----- | ----- | ----- | ----- | ----- |
| 2 386 | 2 351 | 2 403 | 2 204 | 2 526 | 2 606 | 2 666 | 2 204 | 2 192 |

| 1962  | 1968  | 1975  | 1982  | 1990  | 1999  | 2006  | 2007  | 2012  |
| ----- | ----- | ----- | ----- | ----- | ----- | ----- | ----- | ----- |
| 2 604 | 2 760 | 2 945 | 2 889 | 2 837 | 2 700 | 2 718 | 2 719 | 2 671 |

| 2017  | 2022  | - | - | - | - | - | - | - |
| ----- | ----- | - | - | - | - | - | - | - |
| 2 705 | 2 805 | - | - | - | - | - | - | - |

À partir de 1826, la population recensée inclut les habitants de Fontanils.
| selon la population municipale des années : | 1968 | 1975 | 1982 | 1990 | 1999 | 2006 | 2009 | 2013 |
| Rang de la commune dans le département      | 14   | 20   | 23   | 28   | 32   | 41   | 43   | 45   |
| Nombre de communes du département           | 232  | 217  | 220  | 225  | 226  | 226  | 226  | 226  |

### Enseignement
Arles-sur-Tech dispose sur son territoire d'une école maternelle (68 élèves en 2013), d'une école primaire (135 élèves en 2013) et d'un collège. Tous ces établissements sont publics et portent le nom de Jean Moulin.

### Manifestations culturelles et festivités

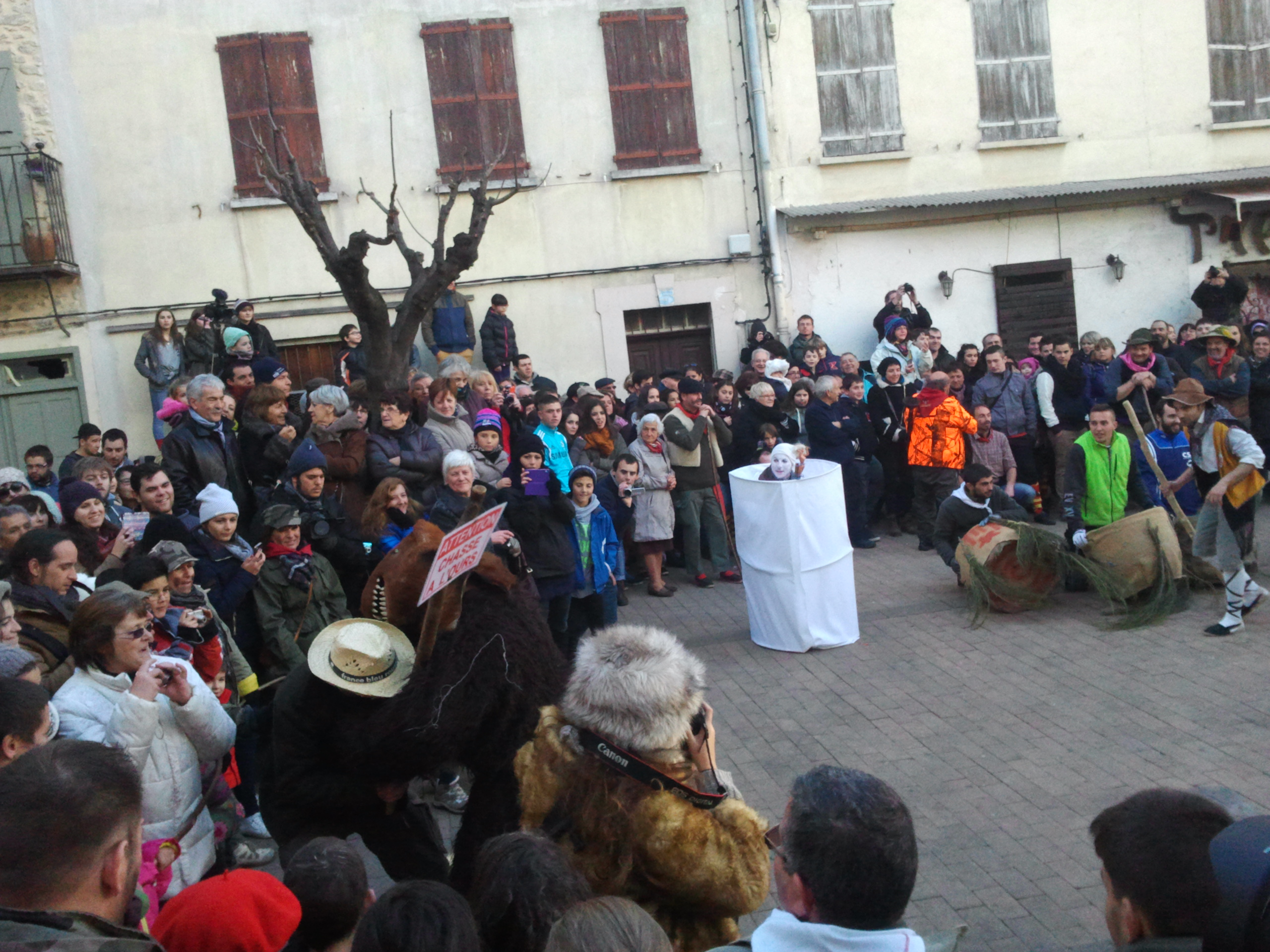
Fête de l'ours à Arles-sur-Tech.

Les différentes fêtes traditionnelles ayant lieu au cours de l'année à Arles-sur-Tech sont les suivantes :
- Fête patronale (Festa major) : le 30 juillet, procession à travers la montagne depuis Montbolo, avec l'offrande de cire en forme de roue appelée la rodella[79] (le mot rodella se prononce « roudeille »).
- Fête communale (Petite fête d'Arles) : dimanche le plus près du 24 octobre ;
- Procession des pénitents noirs : vendredi saint ;
- Bénédiction des mulets : à la Saint-Éloi ;
- Fête de l'ours : 1er week-end de février[réf. nécessaire].
- Rencontres Européennes de Ferronnerie d'Art : 3e week-end d'octobre (tous les 2 ans)[réf. nécessaire]

### Santé
Arles-sur-Tech possède un centre médical, un cabinet d'infirmiers, un kinésithérapeute, une maison de retraite et une maison de convalescence. La clinique généraliste la plus proche est celle de Céret.

### Social

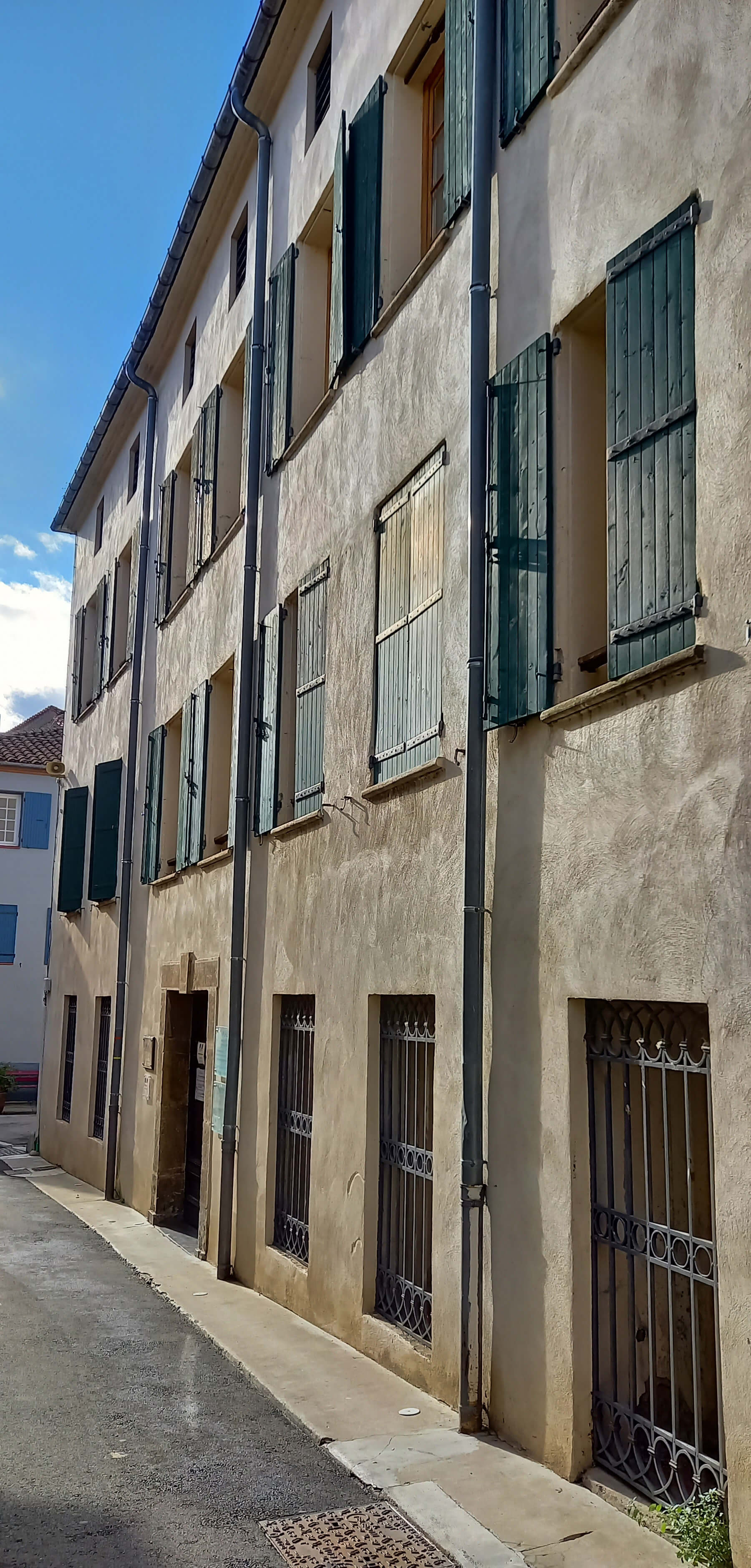
La Maison de l'action sociale et des associations.

- Maison de l'action sociale et des associations.

### Sports
Arles-sur-Tech possède plusieurs clubs sportifs : bouliste, tennis, volley-ball, judo, randonnée, basket-ball, gymnastique volontaire, football, handball, rugby, danse et courses de voitures.
Rugby
Lors de la saison 2013-2014, l'Entente Vallespir Arles-sur-Tech-Amélie-les-Bains-Palalda (EVAAP) a été champion de France de 3e série en battant l'US Quint-Fonsegrives 19 à 3,,.

## Économie

### Revenus
En 2018, la commune compte 1 224 ménages fiscaux, regroupant 2 482 personnes. La médiane du revenu disponible par unité de consommation est de 18 520 € (19 350 € dans le département). 38 % des ménages fiscaux sont imposés (42,1 % dans le département).

### Emploi
|                | 2008   | 2013   | 2018   |
| -------------- | ------ | ------ | ------ |
| Commune        | 9,1 %  | 11 %   | 15,5 % |
| Département    | 10,3 % | 12,9 % | 13,3 % |
| France entière | 8,3 %  | 10 %   | 10 %   |

En 2018, la population âgée de 15 à 64 ans s'élève à 1 514 personnes, parmi lesquelles on compte 70,7 % d'actifs (55,2 % ayant un emploi et 15,5 % de chômeurs) et 29,3 % d'inactifs,. En  2018, le taux de chômage communal (au sens du recensement) des 15-64 ans est supérieur à celui de la France et du département, alors qu'il était inférieur à celui du département en 2008.
La commune fait partie du pôle principal de l'aire d'attraction d'Amélie-les-Bains-Palalda,. Elle compte 701 emplois en 2018, contre 706 en 2013 et 713 en 2008. Le nombre d'actifs ayant un emploi résidant dans la commune est de 851, soit un indicateur de concentration d'emploi de 82,4 % et un taux d'activité parmi les 15 ans ou plus de 46,5 %.
Sur ces 851 actifs de 15 ans ou plus ayant un emploi, 385 travaillent dans la commune, soit 45 % des habitants. Pour se rendre au travail, 77,1 % des habitants utilisent un véhicule personnel ou de fonction à quatre roues, 3 % les transports en commun, 14,6 % s'y rendent en deux-roues, à vélo ou à pied et 5,2 % n'ont pas besoin de transport (travail au domicile).

### Activités
Les petites industries traditionnelles comprenaient des usines de tissage de tissus et la fabrique de confiseries (notamment de rousquilles). Une part importante de l'économie était consacrée au traitement du minerai de fer extrait des mines de Batère et de La Pinouse, jadis transporté jusqu'à Arles par des câbles aériens depuis les montagnes environnantes.

## Culture locale et patrimoine

### Lieux et monuments
- La Caixa de Rotllan ( Classé MH (1889)) : dolmen du IIIe millénaire av. J.-C. ;
- L'abbaye Sainte-Marie ( Classé MH (1862)) : fondée à la fin du VIIIe siècle, les murs actuels de cet ensemble monastique remontent pour les plus anciens à la fin du IXe siècle dont subsistent l’église, le plus vieux cloître gothique des Pyrénées-Orientales (XIIIe siècle) et le logis abbatial ;
- L'église Saint-Étienne : église consacrée une première fois en 993 et dont il ne subsiste qu’une partie de la nef englobée dans des constructions récentes (non visitable) ;
- L'église Saint-Sauveur ( Inscrit MH (1943)) : église mentionnée dès 1159, la tour-clocher en est l'élément le plus remarquable ;.
- La villa « les Indis » ( Inscrit MH (1987)) : actuelle mairie, de style art nouveau, début XXe siècle ;
- L'église Saint-Pierre de Riuferrer ( Inscrit MH (1954)) : église romane citée en 830, rebâtie au XIIe siècle ;
- L'église Sainte-Croix de Quercorb ( Inscrit MH (1997)) : église pré-romane fondée en 832 et reconstruite au Xe siècle ;
- La Sainte-Tombe : sarcophage d'origine paléochrétienne, qui a notamment contenu les reliques des saints Abdon et Sennen et produit de l'eau potable par condensation et filtration de l'eau de pluie[85],[86] ;
- La chapelle Saint-Jean-l'Évangéliste du Mas d'en Camps, construite en 1693.
- Chapelle Saints-Abdon-et-Sennen d'Arles-sur-Tech.

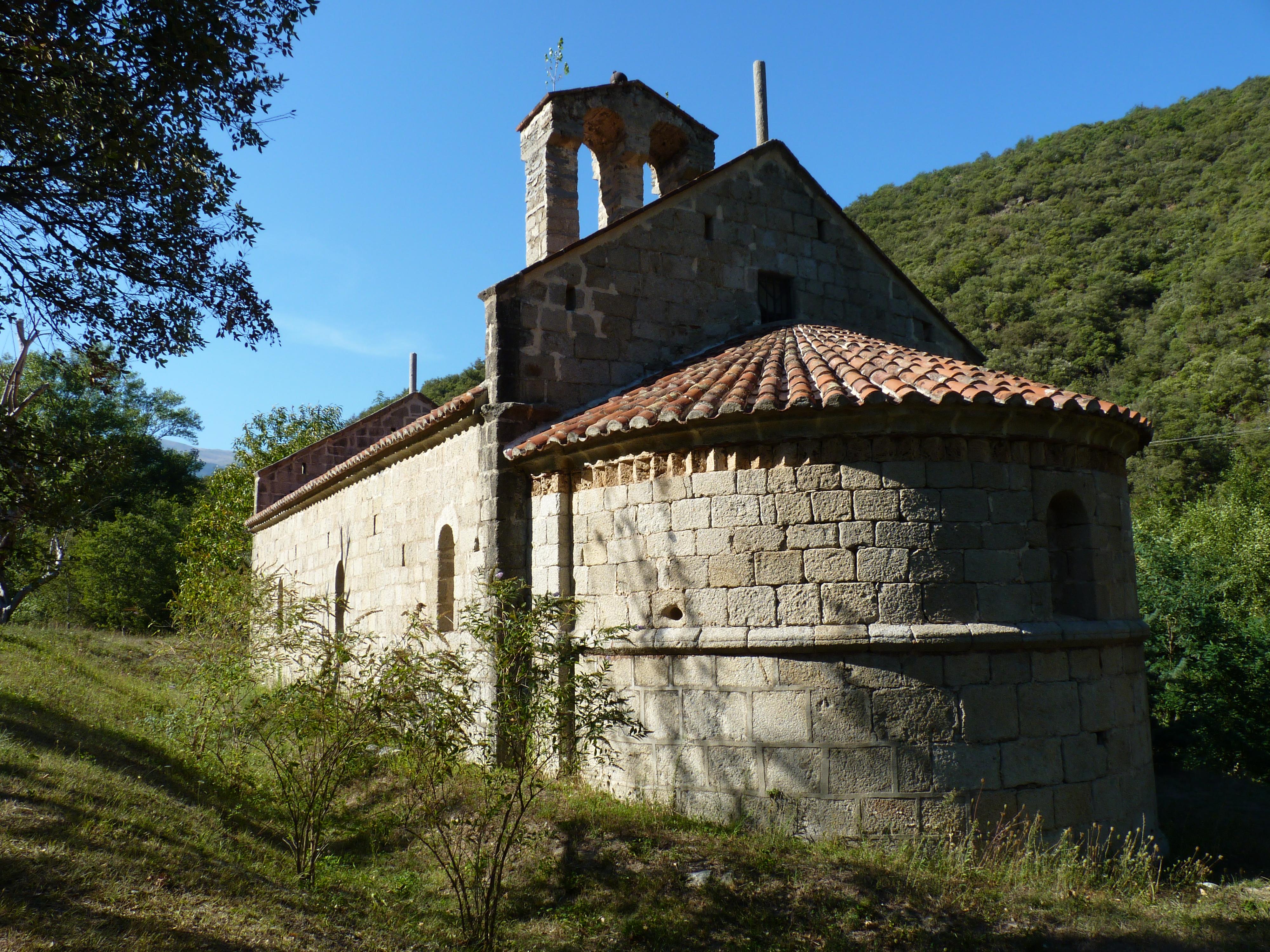
Église Saint-Pierre de Riuferrer
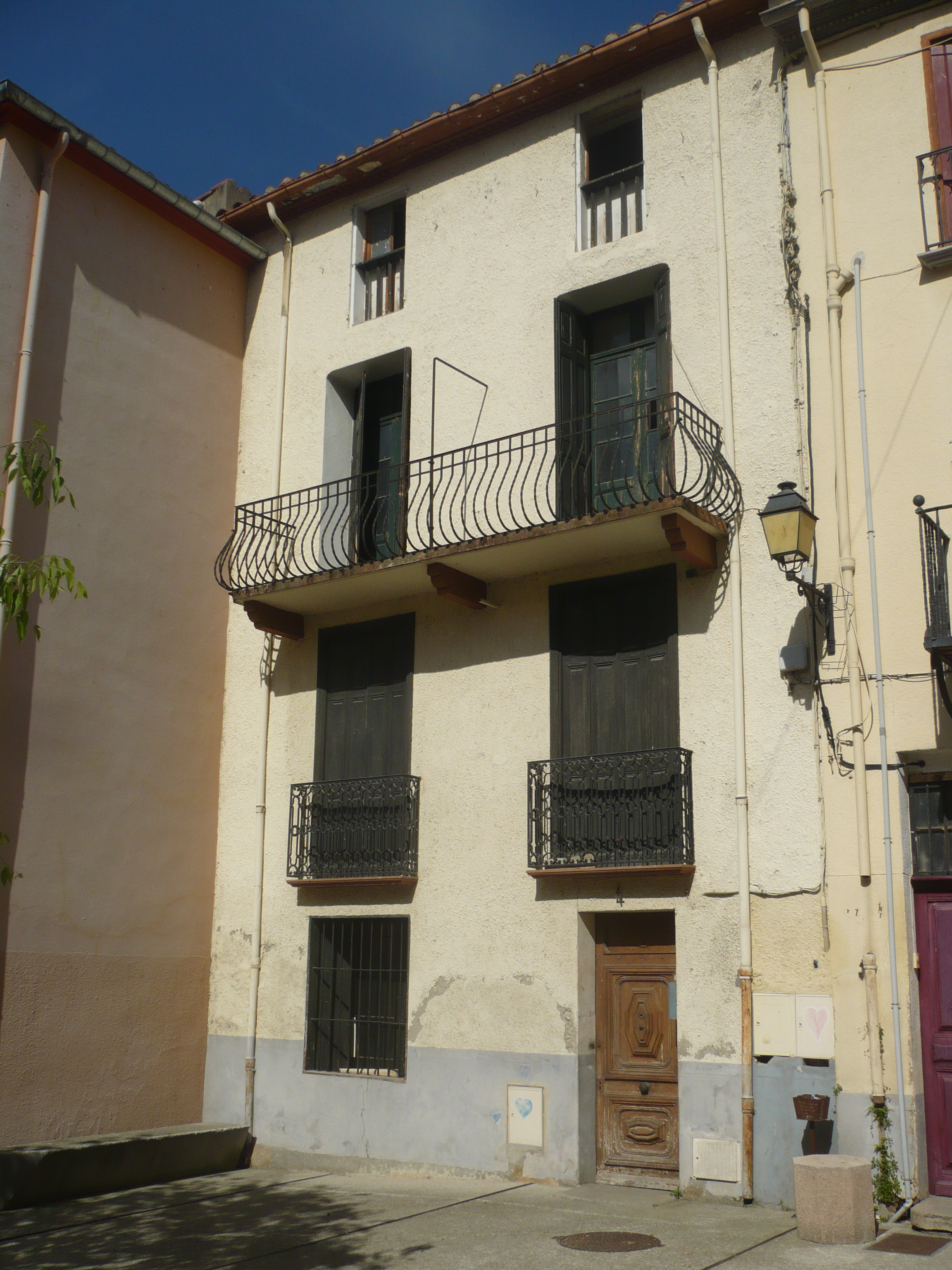
Église Saint-Étienne d'Arles-sur-Tech
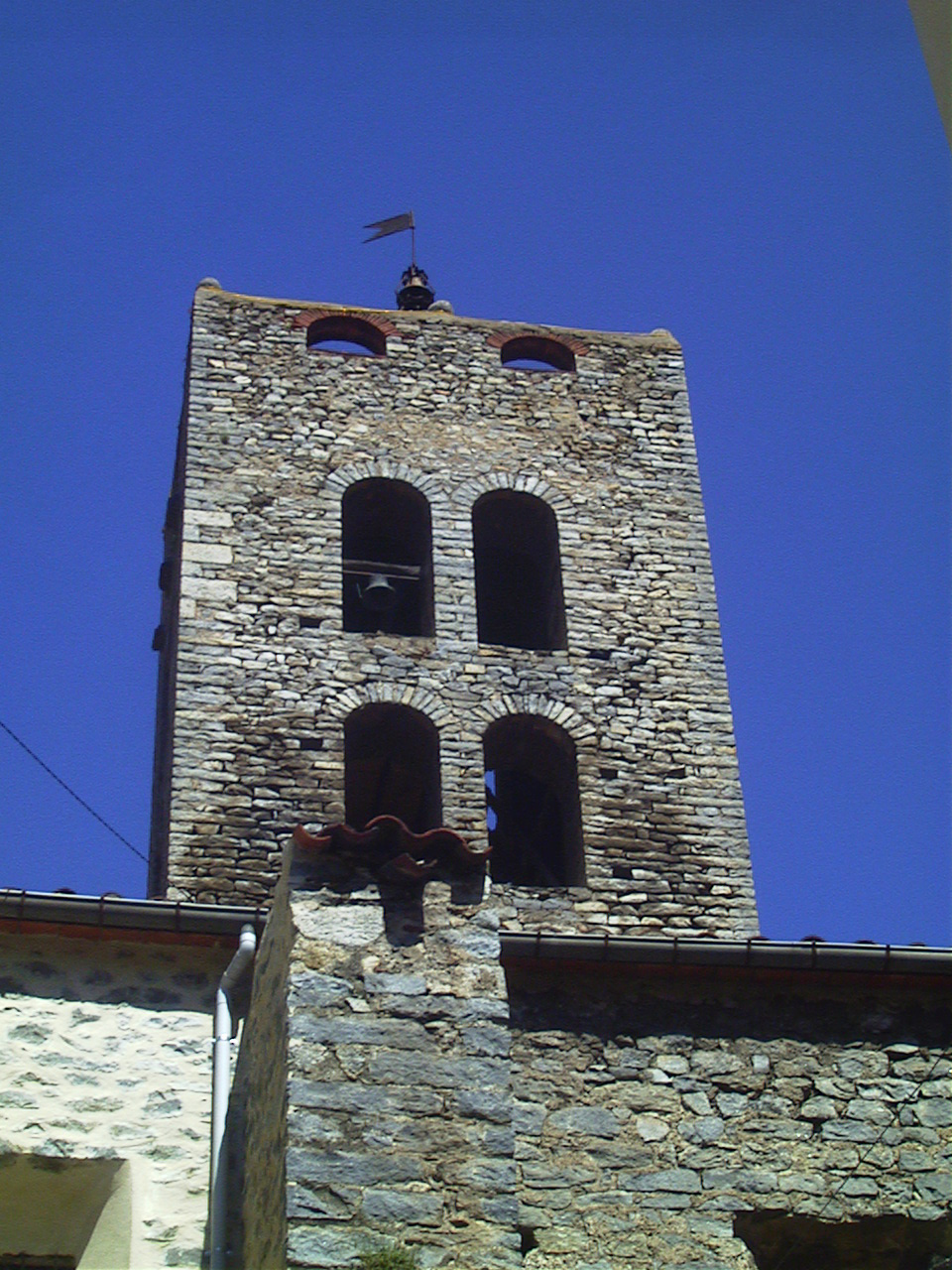
Église Saint-Sauveur d'Arles-sur-Tech
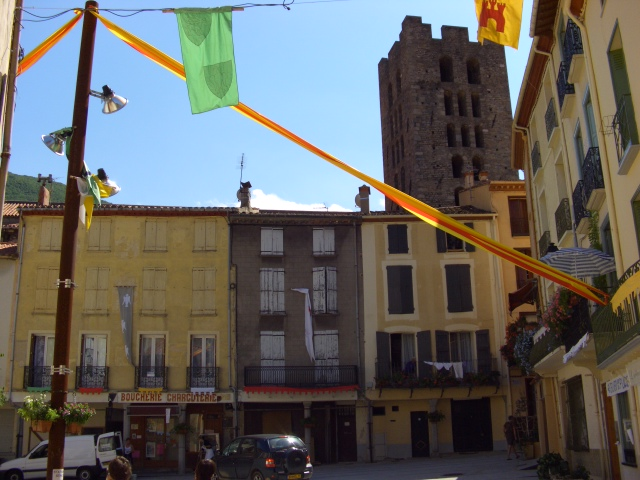
Place, dominée par le clocher roman de l'ancienne abbatiale.
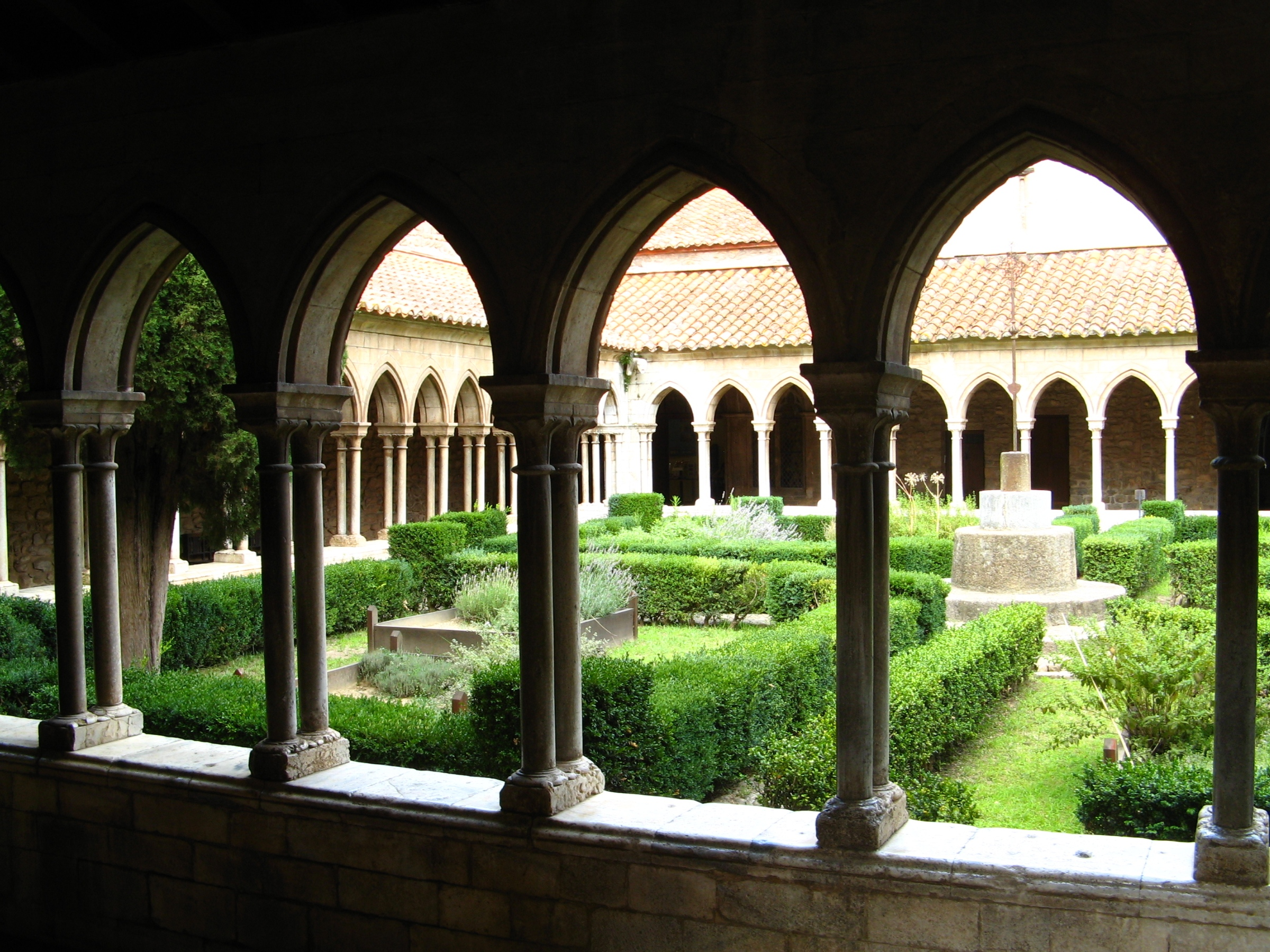
Le cloître d'Arles-sur-Tech.
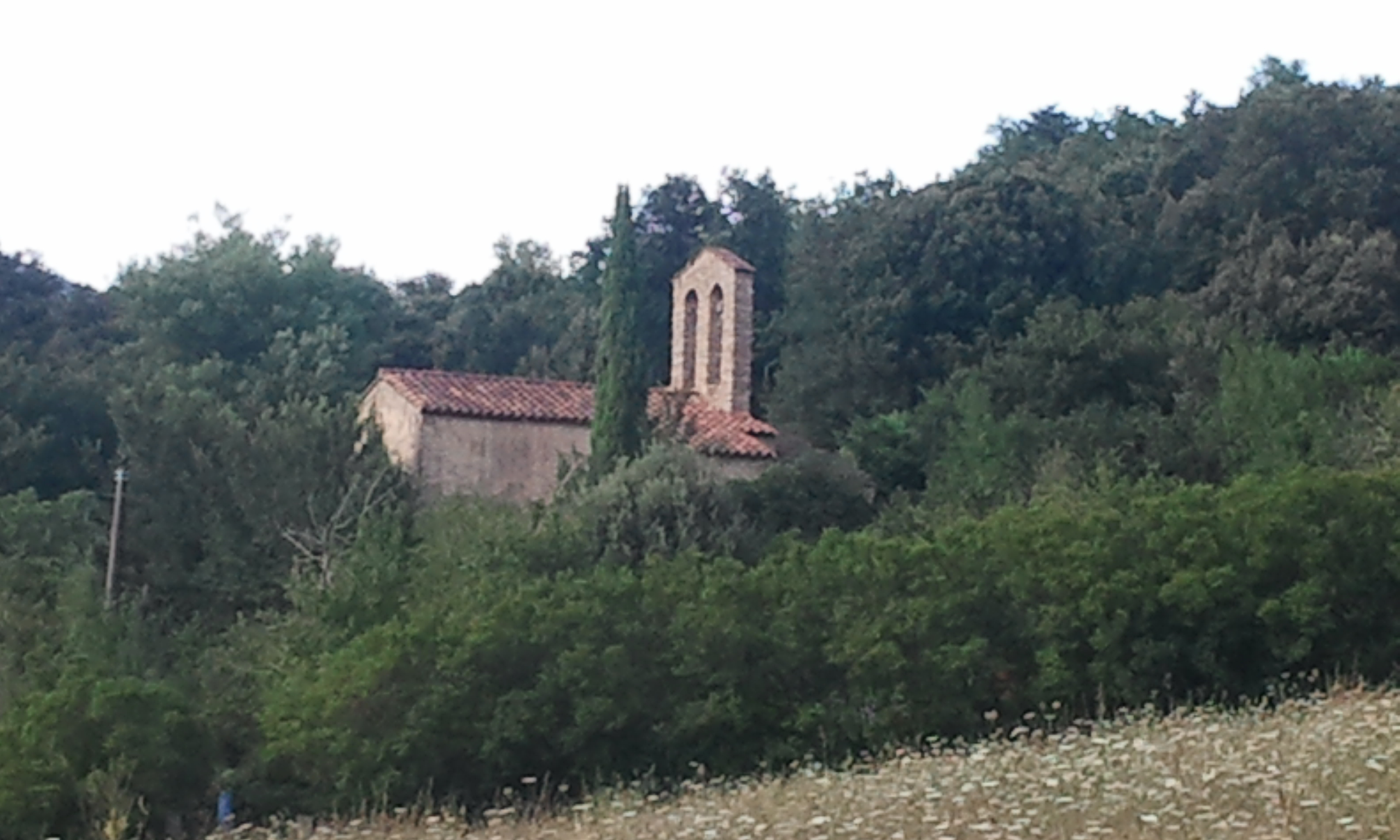
Église Sainte-Croix de Quercorb
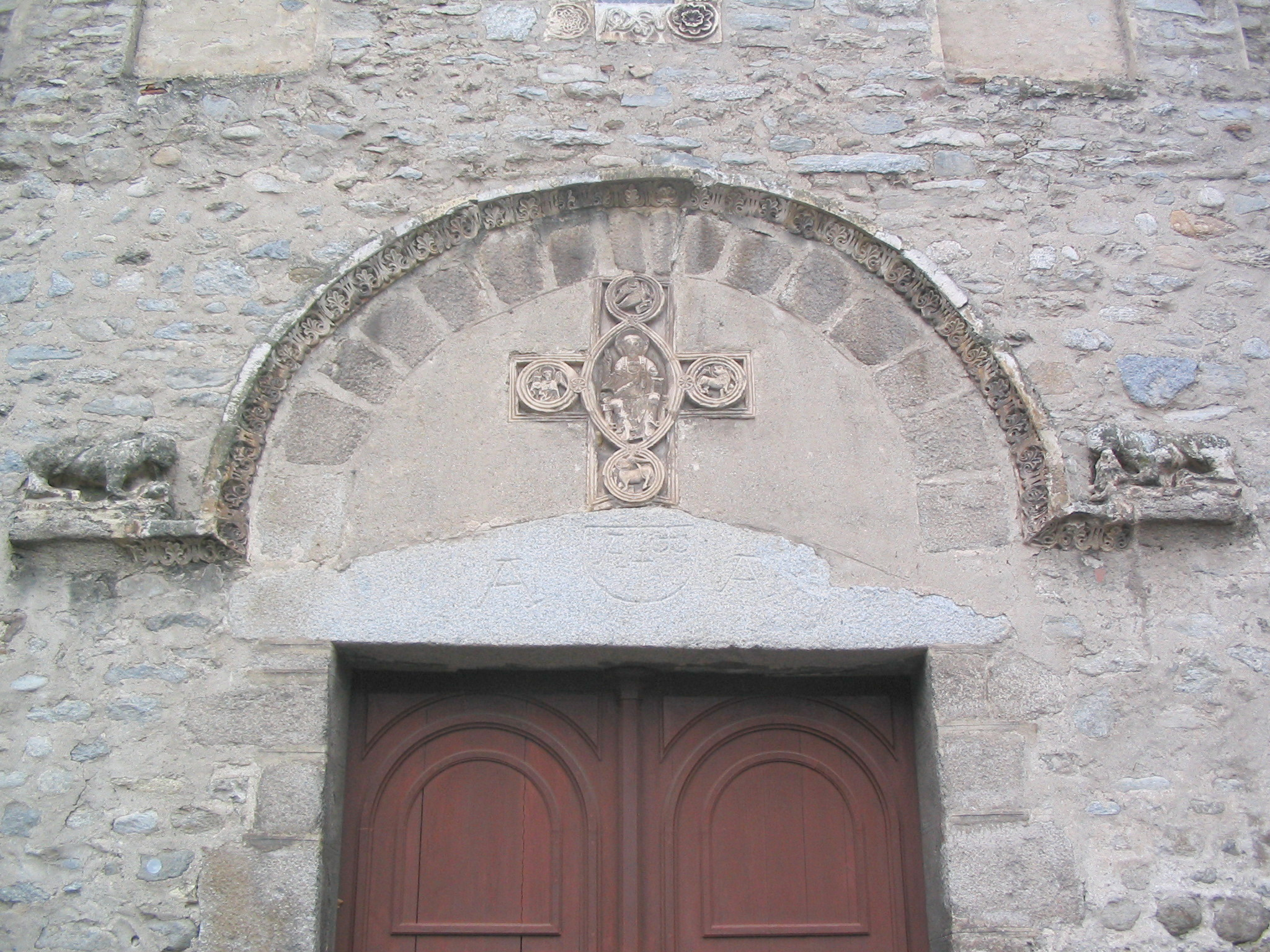
L'église Santa Creu (Sainte-Croix).
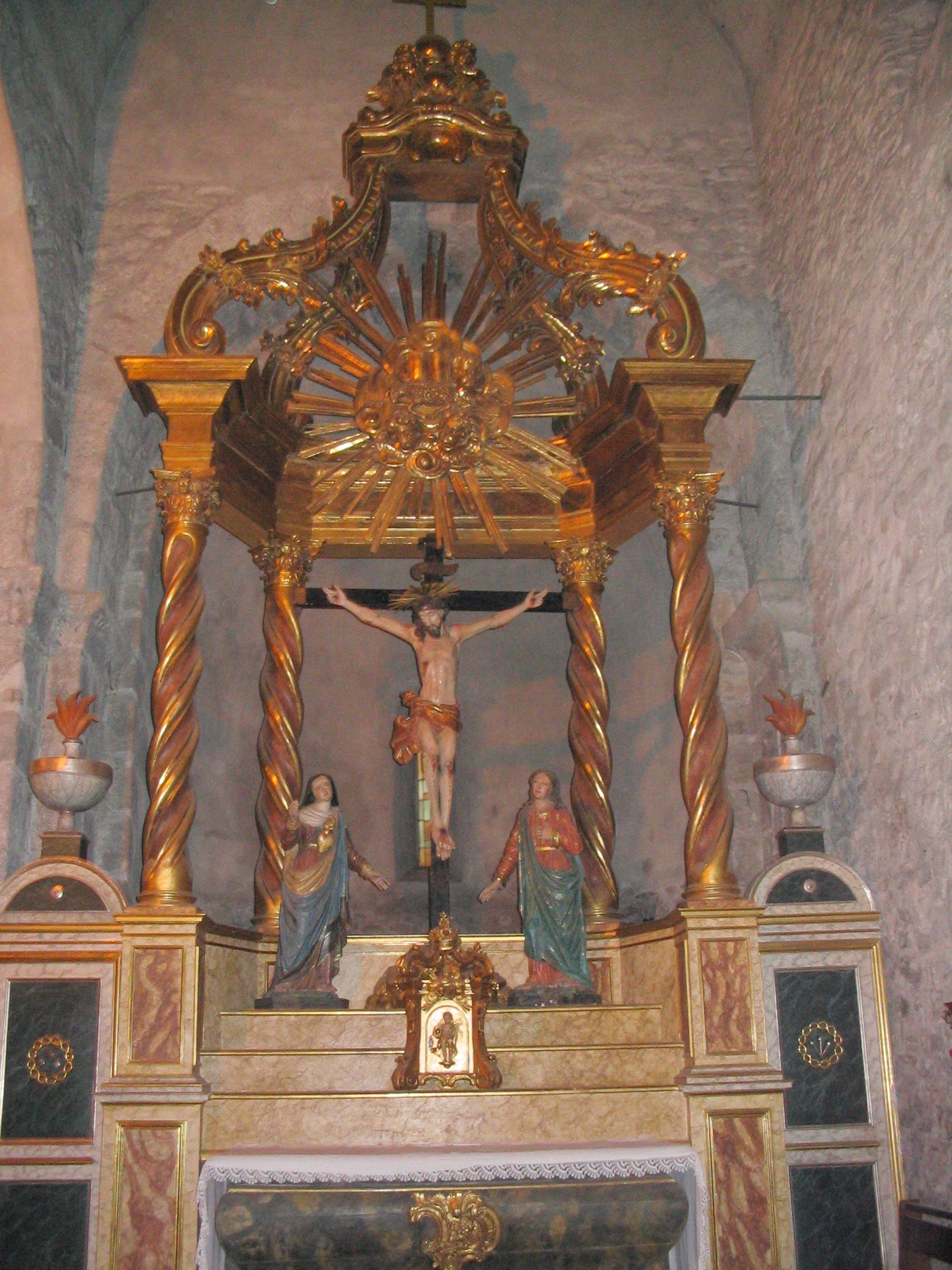
L'intérieur de l'église Santa Creu (Sainte-Croix).
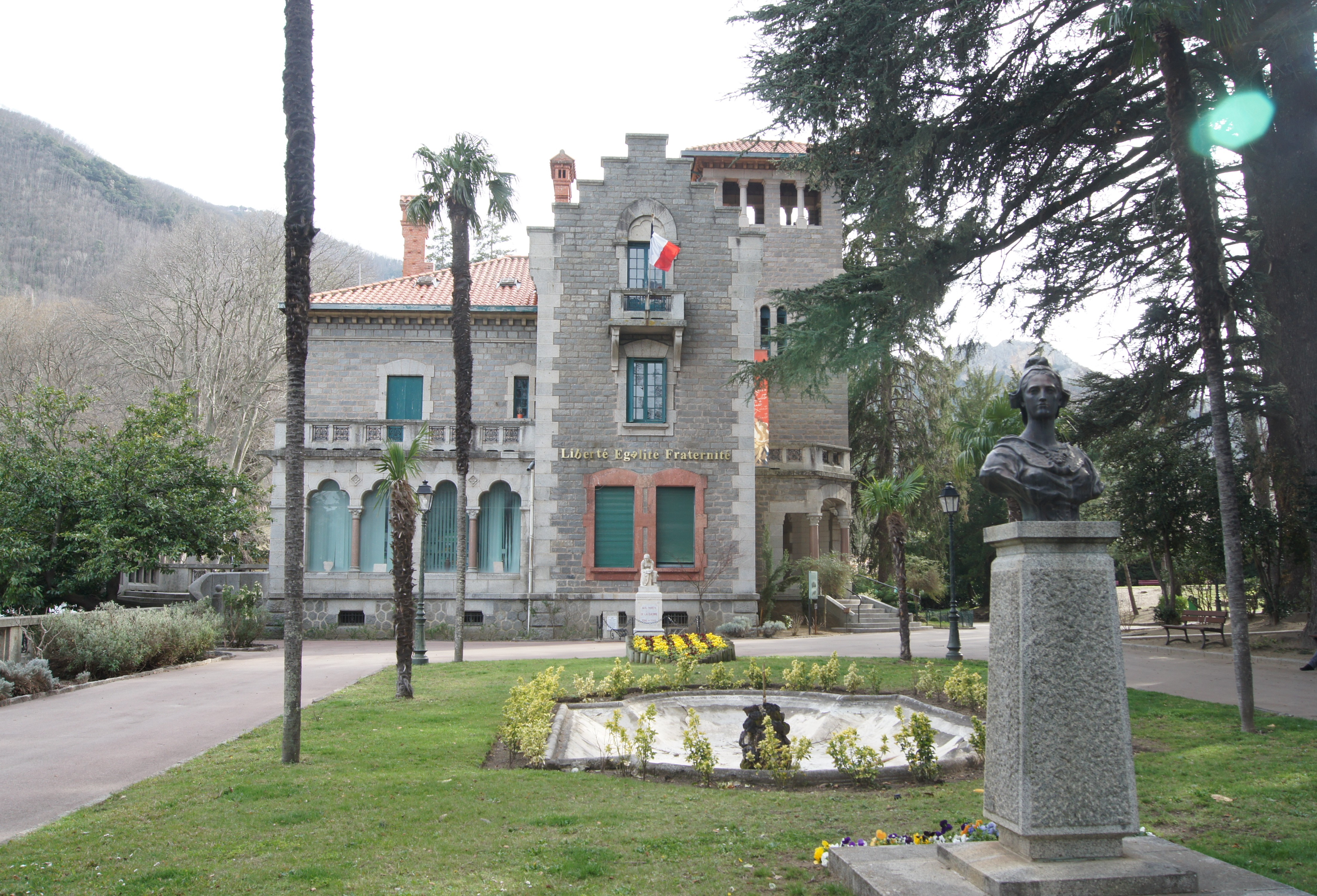
L'hôtel de ville.

### Patrimoine environnemental
- Les gorges de la Fou, à proximité, passent pour être les plus étroites du monde : parois de 150 mètres de haut, proches de moins d'un mètre.

### Personnalités liées à la commune
- Antoine Jofre (1801-1864), poète de langue catalane est né et mort à Arles-sur-Tech ;
- Paul Pujade (1854-1927), homme politique né à Arles-sur-Tech, maire d’Amélie-les-Bains, député des Pyrénées-Orientales de 1905 à 1914.
- Charles Trenet (1913-2001), venait à Arles-sur-Tech régulièrement, son père ayant été maire de la commune, nommé par le gouvernement de Vichy, de 1941 à 1942 ;
- Max Havart (1924-2006), compositeur est mort à Arles-sur-Tech ;
- Puig-Aubert (1925-1994), joueur de rugby à XIII y ayant vécu est inhumé à Arles-sur-Tech ;
- Gilbert Descossy (1946-), sculpteur français est né à Arles-sur-Tech ;
- Francis Jordane (1946-), entraîneur de l'Équipe de France de basket-ball de 1988 à 1993, est né à Arles-sur-Tech ;
- Franck Azéma (1971-), joueur et entraîneur de rugby à XV est formé au club d'Arles-sur-Tech ;
- Guilhem Guirado (1986-) : joueur de rugby à XV est formé au club d'Arles-sur-Tech.
- Jean Soler y est né.

### Culture populaire

#### Cinéma
Film tourné en partie à Arles-sur-Tech :
- 1959 : Le Bossu.

### Héraldique
| Blason | Blasonnement : D'azur au monogramme d'Arles d'argent (lettres A.R.L.S. capitales enchevêtrées, sommées d'une croisette), au chef d'argent chargé de deux ours affrontés de sable. |